# Koloman Brenner
Koloman Brenner (maďarsky Brenner Koloman; * 28. května 1968, Šoproň) je maďarský germanista, lingvista, politik a univerzitní docent německé národnosti.

## Biografie
Narodil se v roce 1968 do německé rodiny ve městě Šoproň v tehdejší Maďarské lidové republice. Středoškolské studium absolvoval maturitou na Széchenyi István Gimnázium v roce 1986. O rok později započal studia germanistiky a historie na Univerzitě v Szegedu (Szegedi Tudományegyetem). V roce 1992 získal pedagogický diplom a o dva roky později doktorský titul. Poté vyučival tři roky na Benedek Elek Óvóképző Főiskola v Šoproni. V letech 1995–1997 působil na katedře německého jazyka a literatury na Berzsenyi Dániel Főiskola v Szombathely jako odborný asistent. V roce 1997 přešel na Univerzitu ve Veszprému (Pannon Egyetem), kde vyučoval na katedře německého jazyka a literatury jako odborný asistent. Veszprém opustil v roce 1999 a zahájil doktorské studium na filozofické fakultě na Univerzitě Loránda Eötvöse (ELTE) a také vyučoval jako vysokoškolský odborný asistent na Institutu germanistiky na ELTE. V roce 2007 byl jmenován vysokoškolským docentem, v roce 2010 se habilitoval. Kromě svého působení v Maďarsku byl hostujícím přednášejícím a hostujícím vědeckým pracovníkem na mnoha německých a rakouských univerzitách (Greifswald, Bonn, Vídeň, Tübingen, Marburg, Regensburg).

### Politická kariéra
Po pádu komunismu v Maďarsku se zapojil do života německé menšiny v Maďarsku. Stal se funkcionářem Zemské samosprávy Němců v Maďarsku (MNOÖ). V roce 2015 vstoupil do celostátní politiky. V parlamentních volbách roku 2018 kandidoval za Hnutí za lepší Maďarsko (Jobbik) a byl zvolen poslancem Zemského sněmu. Ve volbách do Evropského parlamentu v roce 2019 kandidoval na 6. místě kandidátní listiny Hnutí za lepší Maďarsko, ale nebyl zvolen. V parlamentních volbách roku 2022 kandidoval za Jobbik na 13. místě celostátní kandidátní listiny levicové koalice Společně pro Maďarsko a byl prodruhé zvolen poslancem Zemského sněmu.  
V komunálních volbách v roce 2024 ja kandidátem strany Jobbik na post primátora hlavního města Budapešti.

## Publikace
- Das Schulwesen der deutschen Volksgruppe in Ungarn (1994)
- Vergleichende Analyse der Plosive einer ungarndeutschen ostdonaubairischen Mundart und der normierten deutschen Hochlautung (1998)
- Abriß einer deutschen Phonetik: Handbuch für das Germanistikstudium mit deutsch-ungarischen Materialien (spoluautor, 1999)
- Die sprachliche Situation der deutschen Minderheit in West-Ungarn (2002)
- Plosives of the German dialects in Western Hungary (2004)
- Plosive der deutschen Dialekte in West-Ungarn: Eine kontrastive akustische Analyse (2004)
- Deutsche Phonetik. Eine Einführung (spoluautor, 2006)
- Ungarndeutscher Sprachatlas (társszerző, 2008)
- Übungsbuch zur Phonetik der deutschen Sprache (spoluautor, 2014)
- Mi befolyásolja a német nyelvjárások használatát az elektronikus médiában? (2016)
- Deutsche Minderheit(en) und Institutionen (2018)